# Malíkovice
Malíkovice település Csehországban, a Kladnói járásban. Malíkovice Řisuty, Jedomělice, Drnek és Ledce településekkel határos. Lakosainak száma 387 fő (2024. január 1.).

## Népesség
A település lakosságának változását az alábbi diagram mutatja:
| Lakosok száma | 600  | 615  | 734  | 516  | 421  | 367  | 371  | 395  | 369  | 387  |
|               | 1869 | 1900 | 1921 | 1961 | 1980 | 2011 | 2016 | 2019 | 2021 | 2024 |